# اردوگاه کار اجباری برگن-بلزن

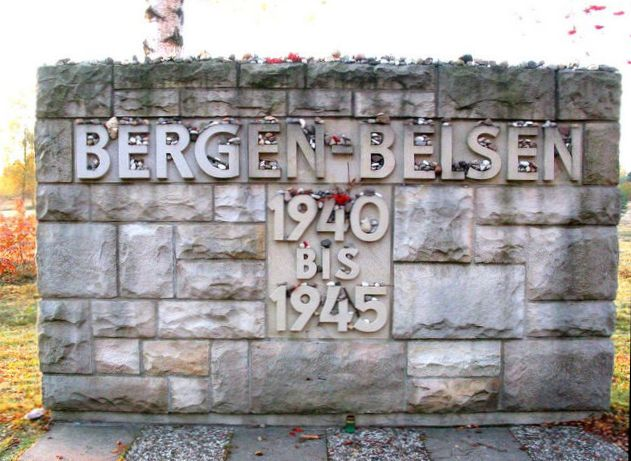
سنگ یادبود ورودی بخش تاریخی برگن بلزن

اردوگاه کار اجباری برگن ـ بلزن (به آلمانی: KZ Bergen-Belsen) از بزرگترین اردوگاه‌های کار اجباری آلمان نازی بود که در سال ۱۹۴۰ در جنوب غرب شهر برگن بازگشایی شد.
در ابتدا به عنوان یک اردوگاه اسیران جنگی تأسیس شد، و یک «اردوگاه تبادل» بود، جایی که گروگان‌های یهودی با هدف تبادل آن‌ها با اسیران جنگی آلمانی که در خارج از کشور نگهداری می‌شدند، نگهداری می‌شدند. اردوگاه بعداً گسترش یافت تا یهودیان از دیگر اردوگاه‌های کار اجباری را نیز در خود جای دهد.
از سال ۱۹۴۱ تا ۱۹۴۵، تقریباً ۲۰,۰۰۰ اسیر جنگی شوروی و ۵۰,۰۰۰ زندانی دیگر در آنجا جان باختند. ازدحام بیش از حد، کمبود غذا و شرایط بهداشتی نامناسب باعث شیوع تیفوس، سل، تب تیفوئید و اسهال خونی شد که منجر به مرگ بیش از ۳۵,۰۰۰ نفر در چند ماه اول سال ۱۹۴۵، کمی قبل و بعد از آزادی شد.
این اردوگاه ۲ اردوگاه فرعی نیز داشت.
اردوگاه در ۱۵ آوریل ۱۹۴۵ توسط لشکر ۱۱ زرهی بریتانیا آزاد شد. سربازان تقریباً ۶۰,۰۰۰ زندانی را در داخل اردوگاه کشف کردند که بیشتر آن‌ها نیمه‌گرسنه و به شدت بیمار بودند، و ۱۳,۰۰۰ جسد دیگر در اطراف اردوگاه بدون دفن افتاده بودند.

## عملیات اردوگاه کار اجباری

### اردوگاه اسیران جنگی
در سال ۱۹۳۵، ورماخت شروع به ساخت یک مجتمع نظامی بزرگ در نزدیکی روستای بلزن، بخشی از شهر برگن کرد. این منطقه به بزرگترین منطقه آموزش نظامی در آلمان در آن زمان تبدیل شد و برای آموزش وسایل نقلیه زرهی استفاده می‌شد. پس از تکمیل مجتمع نظامی در سال‌های ۱۹۳۸-۳۹، اردوگاه کارگران به حالت عدم استفاده درآمد. با این حال، پس از تهاجم آلمان به لهستان در سپتامبر ۱۹۳۹، ورماخت شروع به استفاده از کلبه‌ها به عنوان اردوگاه اسیران جنگی (POW) کرد. اردوگاه کلبه‌ها یکی از بزرگترین اردوگاه‌های اسیران جنگی ورماخت تبدیل شد که تا ۹۵,۰۰۰ اسیر از کشورهای مختلف را در خود جای می‌داد.
در ژوئن ۱۹۴۰، اسیران جنگی بلژیکی و فرانسوی در اردوگاه سابق کارگران ساخت و ساز برگن-بلزن اسکان داده شدند. این تأسیسات از ژوئن ۱۹۴۱ به طور قابل توجهی گسترش یافت، زمانی که آلمان برای تهاجم به اتحاد جماهیر شوروی آماده شد و به یک اردوگاه مستقل به نام استالاگ XI-C (311) تبدیل شد. این اردوگاه برای نگهداری تا ۲۰,۰۰۰ اسیر جنگی شوروی طراحی شده بود و یکی از سه اردوگاه مشابه در منطقه بود.
تا پایان مارس ۱۹۴۲، حدود ۴۱,۰۰۰ اسیر جنگی شوروی در این سه اردوگاه از گرسنگی، خستگی و بیماری جان باختند. تا پایان جنگ، تعداد کل کشته‌شدگان به ۵۰,۰۰۰ نفر افزایش یافت. زمانی که اردوگاه اسیران جنگی در برگن در اوایل ۱۹۴۵ تعطیل شد و ورماخت آن را به اس‌اس تحویل داد، قبرستان شامل بیش از ۱۹,۵۰۰ اسیر جنگی شوروی مرده بود.

### اردوگاه کار اجباری
در آوریل ۱۹۴۳، بخشی از اردوگاه برگن-بلزن توسط اداره اصلی اقتصادی-اجرایی اس‌اس تصاحب شد. بنابراین، این اردوگاه بخشی از سیستم اردوگاه‌های کار اجباری شد که توسط اس‌اس اداره می‌شد، اما یک مورد خاص بود. در ابتدا به عنوان یک اردوگاه بازداشت غیرنظامیان (Zivilinterniertenlager) تعیین شده بود، اما در ژوئن ۱۹۴۳ به اردوگاه اقامت (Aufenthaltslager) تغییر نام داد، زیرا کنوانسیون‌ ژنو مقرر کرده بودند که نوع اول تأسیسات باید برای بازرسی توسط کمیته‌های بین‌المللی باز باشد.
این «اردوگاه اقامت» یا «اردوگاه تبادل» برای یهودیانی بود که قرار بود با غیرنظامیان آلمانی که در کشورهای دیگر بازداشت شده بودند، یا برای ارز سخت مبادله شوند. اس‌اس این اردوگاه را به بخش‌هایی برای گروه‌های مختلف  تقسیم کرد (اردوگاه مجارستانی، «اردوگاه ویژه» برای یهودیان لهستانی، «اردوگاه بی‌طرف‌ها» برای شهروندان کشورهای بی‌طرف و «اردوگاه ستاره» برای یهودیان هلندی).
بین تابستان ۱۹۴۳ و دسامبر ۱۹۴۴ حداقل ۱۴,۶۰۰ یهودی، از جمله ۲,۷۵۰ خردسال به اردوگاه اقامت یا تبادل برگن-بلزن منتقل شدند. زندانیان مجبور به کار شدند، بسیاری از آنها در "کماندو کفش" که قطعات قابل استفاده از چرم را از کفش‌های جمع‌آوری شده و به اردوگاه آورده شده از سراسر آلمان و اروپا اشغالی بازیابی می‌کردند. به طور کلی، زندانیان این بخش از اردوگاه تا اواخر جنگ به دلیل ارزش بالقوه تبادل آنها، نسبت به برخی دیگر از کلاس‌های زندانیان برگن-بلزن کمتر سختگیرانه رفتار می‌شدند. با این حال، تنها حدود ۲,۵۶۰ زندانی یهودی واقعاً از برگن-بلزن آزاد شدند و اجازه خروج از آلمان را یافتند.

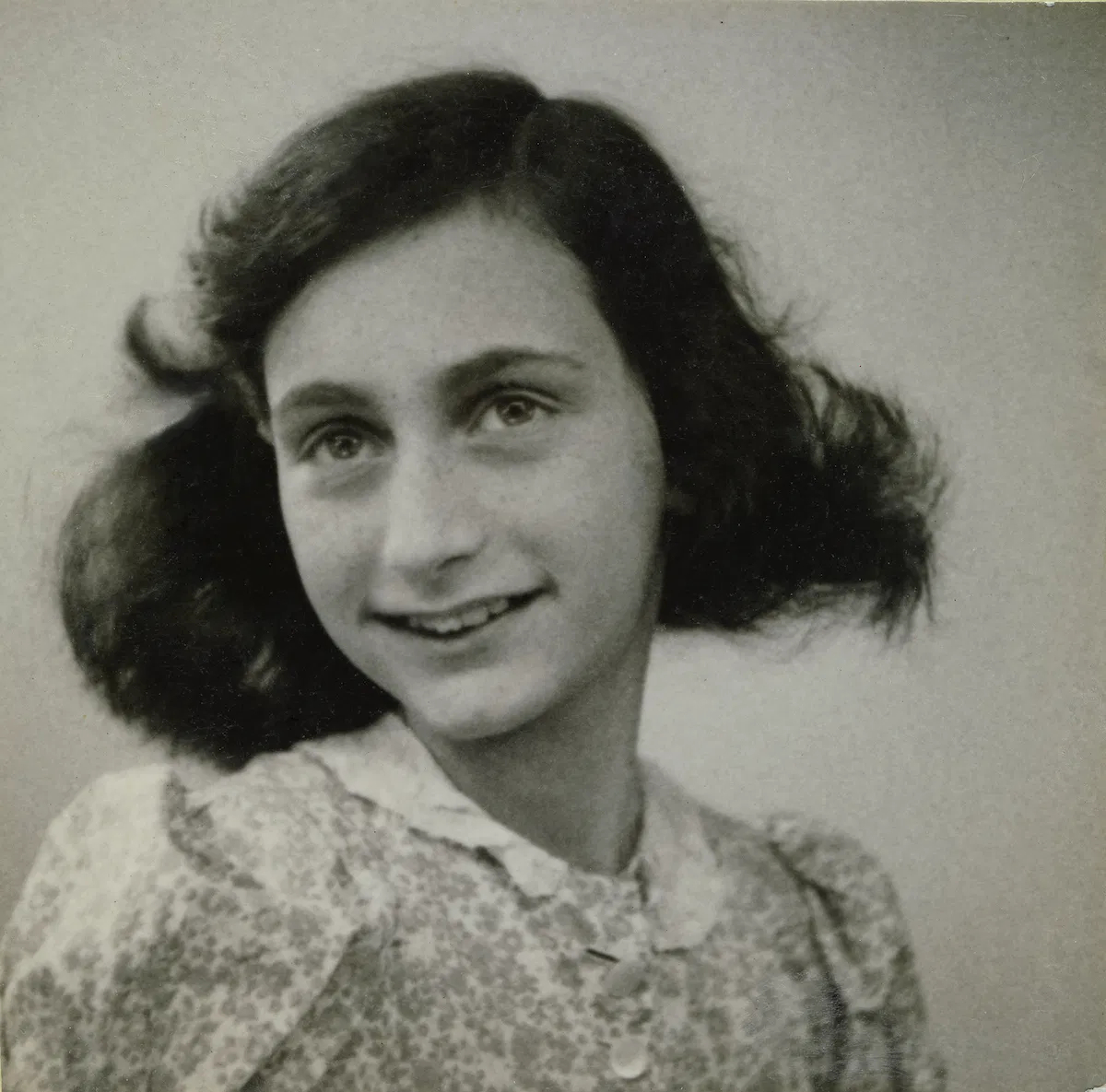
آنه فرانک می ۱۹۴۲

در مارس ۱۹۴۴، بخشی از اردوگاه به عنوان اردوگاه بهبودی (Erholungslager) تغییر نام داد، جایی که زندانیان بسیار بیمار برای کار از سایر اردوگاه‌های کار اجباری آورده شدند. آنها به طور فرضی در بلزن برای بهبودی و سپس بازگشت به اردوگاه‌های اصلی خود و از سرگیری کار بودند، اما بسیاری از آنها در بلزن از بیماری، گرسنگی، خستگی و کمبود مراقبت‌های پزشکی جان باختند.
در اوت ۱۹۴۴، یک بخش جدید ایجاد شد و این به اصطلاح «اردوگاه زنان» شد. تا نوامبر ۱۹۴۴ این اردوگاه حدود ۹,۰۰۰ زن و دختر جوان را دریافت کرد. بیشتر کسانی که قادر به کار بودند تنها برای مدت کوتاهی ماندند و سپس به سایر اردوگاه‌های کار اجباری یا اردوگاه‌های کار برده فرستاده شدند. اولین زنانی که در آنجا بازداشت شدند لهستانی‌ها بودند که پس از شکست قیام ورشو دستگیر شدند. دیگران زنان یهودی از لهستان یا مجارستان بودند که از آشویتس منتقل شده بودند. مارگوت و آنه فرانک در فوریه یا مارس ۱۹۴۵ در آنجا درگذشتند.

### زندانیان بیشتر
در دسامبر ۱۹۴۴، اس‌اس-هاوپت‌اشتورم‌فورر یوزف کرامر، که قبلاً در آشویتس-بیرکناو بود، فرمانده جدید اردوگاه شد. در ژانویه ۱۹۴۵، اس‌اس بیمارستان اسیران جنگی را تصاحب کرد و اندازه برگن-بلزن را افزایش داد. با تخلیه اردوگاه‌های کار اجباری شرقی قبل از پیشروی ارتش سرخ، حداقل ۸۵,۰۰۰ نفر با واگن‌های گاوی یا پیاده به برگن-بلزن منتقل شدند. قبل از آن تعداد زندانیان در بلزن بسیار کمتر بود. در ژوئیه ۱۹۴۴ تعداد آنها ۷,۳۰۰ بود؛ تا دسامبر ۱۹۴۴ این تعداد به ۱۵,۰۰۰ افزایش یافت؛ و تا فوریه ۱۹۴۵ به ۲۲,۰۰۰ رسید. تعداد آنها سپس تا ۶۰,۰۰۰ نفر تا ۱۵ آوریل ۱۹۴۵ افزایش یافت.
این ازدحام بیش از حد منجر به افزایش گسترده مرگ و میر ناشی از بیماری شد: به ویژه تیفوس، و همچنین سل، تب تیفوئید، اسهال خونی و سوءتغذیه در اردوگاهی که در اصل برای نگهداری حدود ۱۰,۰۰۰ زندانی طراحی شده بود. در این مرحله نیز، وضعیت ویژه زندانیان تبادل دیگر اعمال نمی‌شد. همه زندانیان در معرض گرسنگی و اپیدمی‌ها بودند.

### اردوگاه های فرعی برگن-بلسن
اردوگاه کار اجباری برگن-بلزن سه اردوگاه های فرعی داشت. این اردوگاه‌ها در کارخانه های تسلیحاتی منطقه‌ای بودند. حدود ۲۰۰۰ زن زندانی از اردوگاه کار اجباری مجبور بودند در آنجا کار کنند. کسانی که برای ادامه کار خود بیش از حد ضعیف یا بیمار بودند به برگن-بلزن آورده شدند.
زندانیان توسط کارکنان اس‌اس نگهبانی می‌شدند و هیچ دستمزدی برای کار خود دریافت نمی‌کردند. شرکت‌ها به جای آن به اس‌اس برای نیروی کار تأمین شده بازپرداخت می‌کردند. مالیات دستمزد نیز توسط مقامات محلی اخذ می‌شد.

### رفتار با زندانیان و مرگ‌ها در اردوگاه

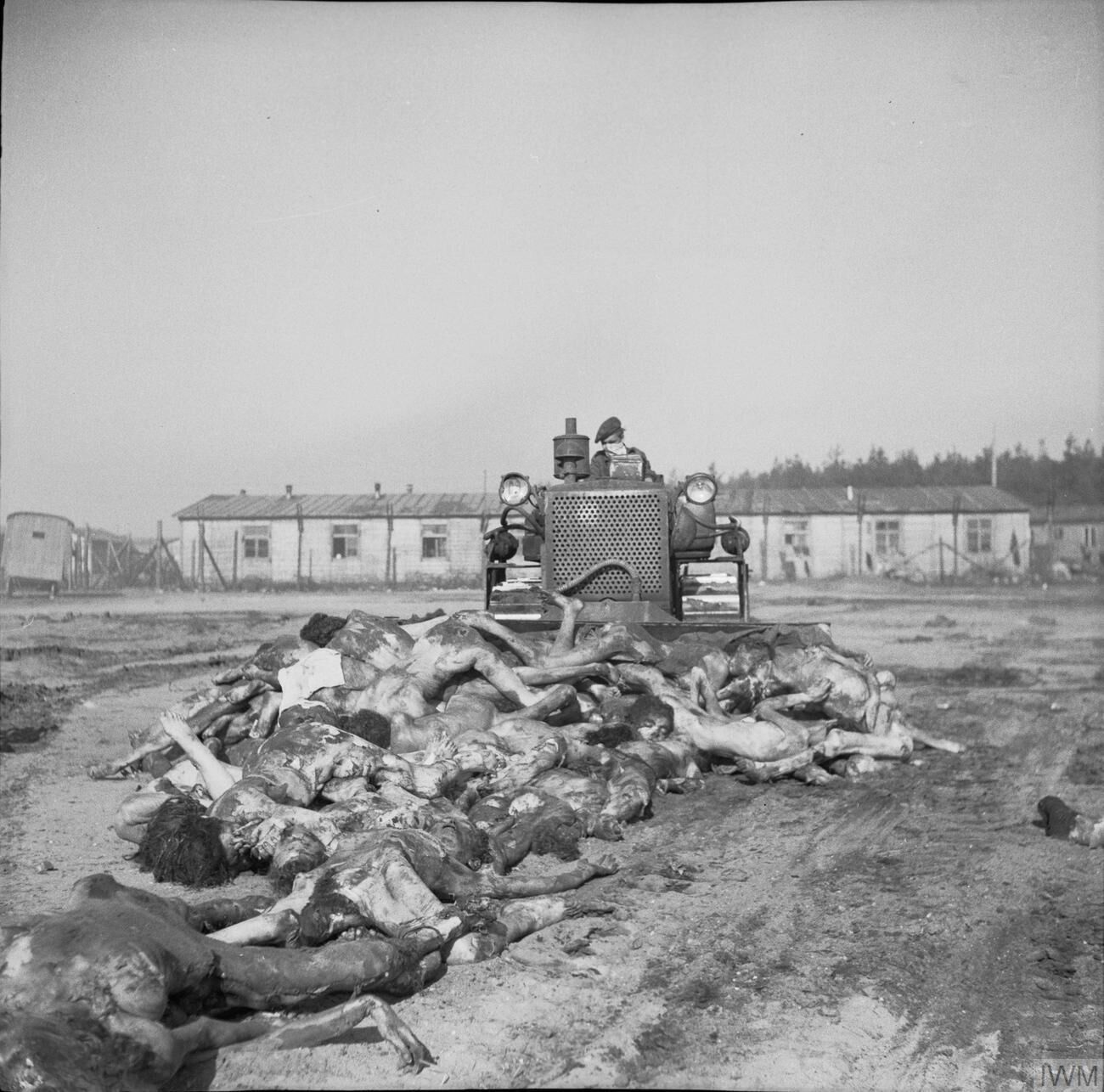
بولدوزر ارتش بریتانیا اجساد مردگان را به گور دسته جمعی در بلسن هل می دهد، ۱۹ آوریل ۱۹۴۵

برآوردهای تعداد زندانیانی که در طول دوره فعالیت اردوگاه کار اجباری از ۱۹۴۳ تا ۱۹۴۵ از آن عبور کرده‌اند را حدود ۱۲۰,۰۰۰ نفر می‌دانند. به دلیل تخریب پرونده‌های اردوگاه توسط اس‌اس، حتی نیمی از آنها، حدود ۵۵,۰۰۰ نفر، به نام شناخته شده نیستند.
رفتار با زندانیان توسط اس‌اس بین بخش‌های مختلف اردوگاه متفاوت بود، با زندانیان اردوگاه تبادل که به طور کلی بهتر از سایر زندانیان رفتار می‌شدند، حداقل در ابتدا. با این حال، در اکتبر ۱۹۴۳، اس‌اس ۱,۸۰۰ مرد و زن را از اردوگاه ویژه (Sonderlager)، یهودیان لهستانی که گذرنامه‌های کشورهای آمریکای لاتین را داشتند، انتخاب کرد. از آنجا که دولت‌های این کشورها عمدتاً از پذیرش گذرنامه‌ها خودداری کردند، این افراد ارزش خود را برای رژیم از دست داده بودند. تحت بهانه ارسال آنها به یک «اردوگاه برگاو» خیالی، اس‌اس آنها را به آشویتس-بیرکناو منتقل کرد، جایی که مستقیماً به اتاق‌های گاز فرستاده شدند و به قتل رسیدند. در فوریه و مه ۱۹۴۴، ۳۵۰ زندانی دیگر از اردوگاه ویژه به آشویتس فرستاده شدند. بنابراین، از مجموع ۱۴,۶۰۰ زندانی در اردوگاه تبادل، حداقل ۳,۵۵۰ نفر جان باختند، بیش از ۱,۴۰۰ نفر از آنها در بلزن و حدود ۲,۱۵۰ نفر در آشویتس.
در اردوگاه مردان (Männerlager) زندانیان حتی بیشتر از کمبود مراقبت، سوءتغذیه، بیماری و بدرفتاری توسط نگهبانان رنج می‌بردند. هزاران نفر از آنها جان باختند. در تابستان ۱۹۴۴، حداقل ۲۰۰ مرد به دستور اس‌اس با تزریق فنول به قتل رسیدند. در برگن-بلزن اتاق‌های گاز وجود نداشت، زیرا قتل‌عام‌ها در اردوگاه‌های شرقی‌تر انجام می‌شد. با این حال، برآوردهای فعلی تعداد مرگ‌ها در بلزن را بیش از ۵۰,۰۰۰ یهودی، چک، لهستانی، مسیحیان ضد نازی، همجنس‌گرایان و کولی‌ها می‌دانند.

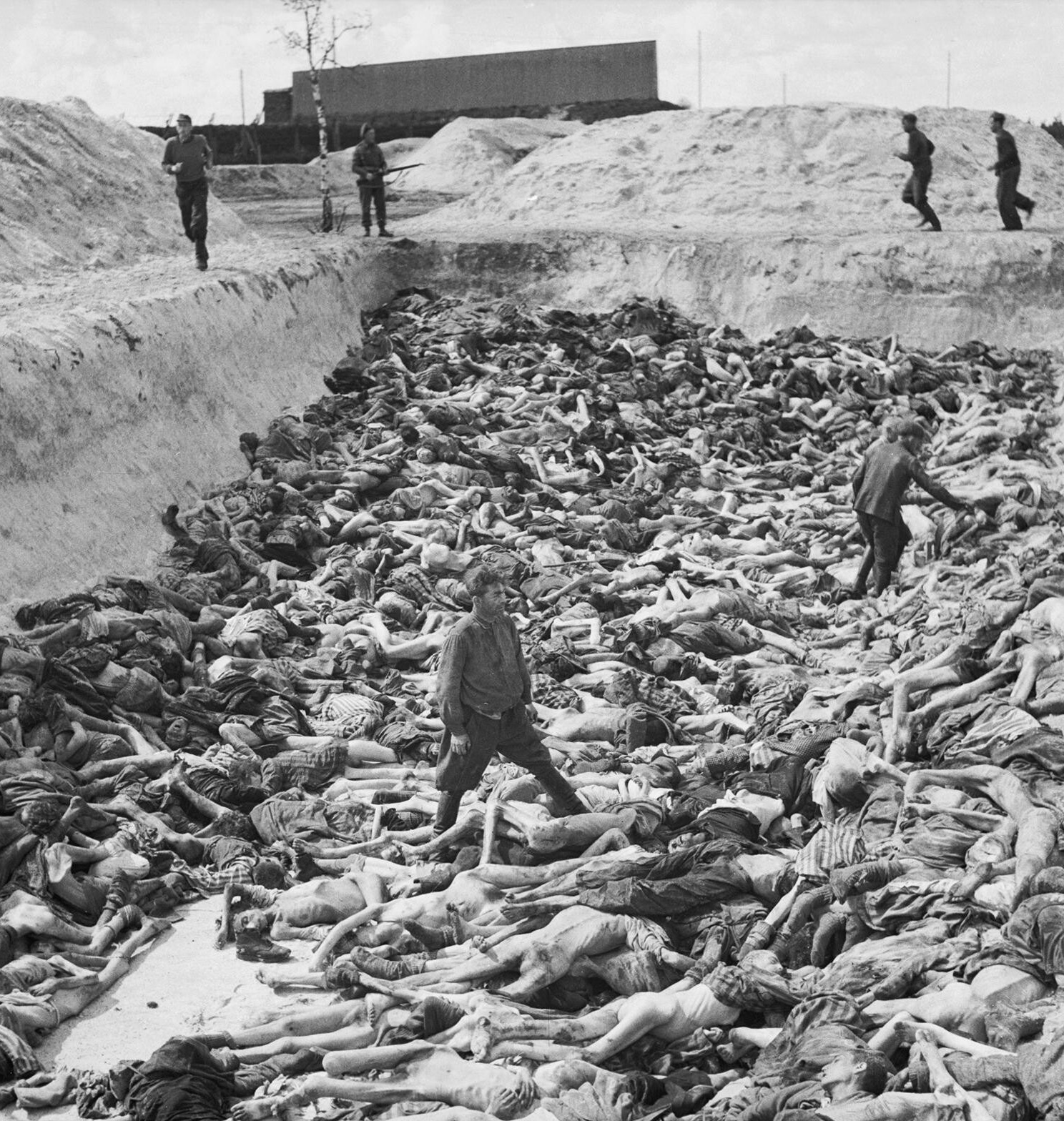
فریتس کلاین در میان اجساد در گور دسته جمعی ایستاده است.

نرخ مرگ و میر زندانیان در بلزن به طور قابل توجهی پس از انتقال انبوه زندانیان از سایر اردوگاه‌ها در دسامبر ۱۹۴۴ افزایش یافت. از ۱۹۴۳ تا پایان ۱۹۴۴ حدود ۳,۱۰۰ نفر جان باختند. از ژانویه تا اواسط آوریل ۱۹۴۵ این تعداد به حدود ۳۵,۰۰۰ نفر افزایش یافت. ۱۴,۰۰۰ نفر دیگر پس از آزادی بین ۱۵ آوریل و پایان ژوئن ۱۹۴۵ در اردوگاه آوارگان برگن-بلزن تحت نظارت بریتانیا جان باختند.
| مرگ‌ها در اردوگاه کار اجباری برگن-بلزن دسامبر ۱۹۴۴ تا ۱۵ آوریل ۱۹۴۵ | مرگ‌ها در اردوگاه کار اجباری برگن-بلزن دسامبر ۱۹۴۴ تا ۱۵ آوریل ۱۹۴۵ | مرگ‌ها در اردوگاه کار اجباری برگن-بلزن دسامبر ۱۹۴۴ تا ۱۵ آوریل ۱۹۴۵ |
| ------------------------------------------------------------------ | ------------------------------------------------------------------ | ------------------------------------------------------------------ |
| دسامبر ۱۹۴۴                                                        | حداقل ۳۶۰                                                          |                                                                    |
| ژانویه ۱۹۴۵                                                        | حدود ۱,۲۰۰                                                         |                                                                    |
| فوریه ۱۹۴۵                                                         | حدود ۶,۴۰۰                                                         |                                                                    |
| مارس ۱۹۴۵                                                          | حداقل ۱۸,۱۶۸                                                       |                                                                    |
| آوریل ۱۹۴۵                                                         | حدود ۱۰,۰۰۰                                                        |                                                                    |

## آزادی

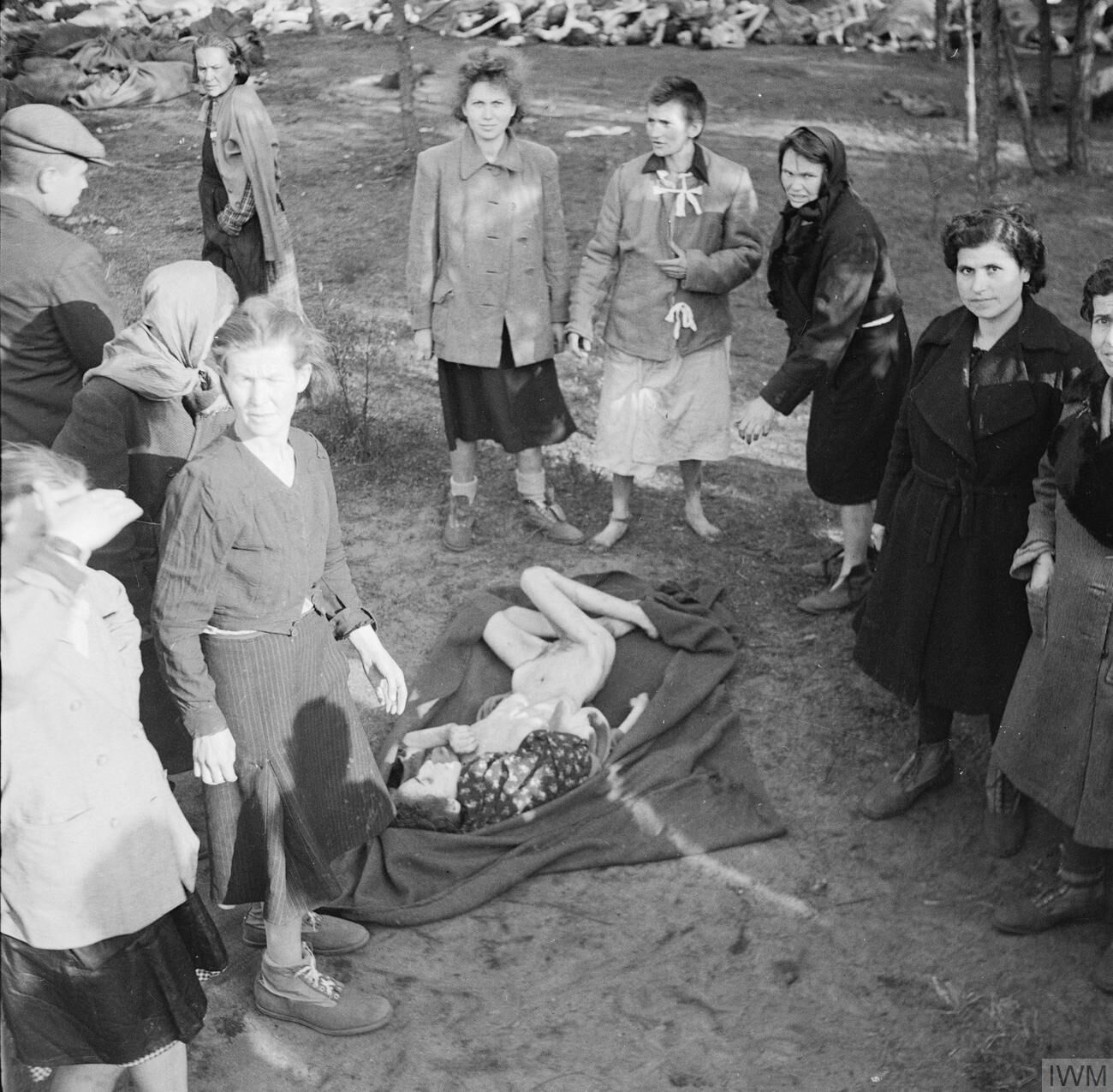
زنان زندانی آزاد شده به بدن برهنه کودکی که از گرسنگی مرده است خیره می شوند.

هنگامی که بریتانیایی‌ها و کانادایی‌ها در سال ۱۹۴۵ به برگن-بلزن پیشروی کردند، ارتش آلمان برای جلوگیری از گسترش تیفوس، آتش‌بس و منطقه‌ای استثنایی در اطراف اردوگاه مذاکره کرد. در ۱۱ آوریل ۱۹۴۵ هاینریش هیملر موافقت کرد که اردوگاه بدون درگیری تحویل داده شود. نگهبانان اس‌اس به زندانیان دستور دادند که برخی از مردگان را دفن کنند. روز بعد، نمایندگان ورماخت به بریتانیایی‌ها در پل وینسن نزدیک شدند و به سپاه هشتم آورده شدند. حدود ساعت ۱ بامداد در ۱۳ آوریل، توافقی امضا شد که منطقه‌ای در اطراف اردوگاه را به عنوان منطقه بی‌طرف تعیین می‌کرد.
بیشتر اعضای اس‌اس اجازه یافتند که اردوگاه را ترک کنند. تنها تعداد کمی از مردان و زنان اس‌اس، از جمله فرمانده اردوگاه کرامر، باقی ماندند تا «نظم را در داخل اردوگاه حفظ کنند». خارج از اردوگاه توسط نیروهای مجارستانی و آلمانی عادی که به زودی توسط بریتانیایی‌ها به خطوط مقدم آلمان بازگردانده شدند، محافظت می‌شد. به دلیل درگیری‌های سنگین در نزدیکی وینسن و واله، بریتانیایی‌ها نتوانستند در ۱۴ آوریل به برگن-بلزن برسند، همانطور که در ابتدا برنامه‌ریزی شده بود. اردوگاه در بعد از ظهر ۱۵ آوریل ۱۹۴۵ آزاد شد. اولین دو نفری که به اردوگاه رسیدند، یک افسر نیروی ویژه بریتانیا، ستوان جان رندال، و راننده جیپ او بودند که در یک مأموریت شناسایی بودند و به طور تصادفی اردوگاه را کشف کردند. سربازان آمریکایی که به نیروهای بریتانیایی پیوسته بودند نیز در آزادسازی اردوگاه کمک کردند.

هنگامی که نیروهای بریتانیایی و کانادایی سرانجام وارد شدند، بیش از ۱۳,۰۰۰ جسد دفن نشده (شامل در اردوگاه‌های فرعی) و حدود ۶۰,۰۰۰ زندانی را یافتند که بیشتر آنها به شدت بیمار و گرسنه بودند. قبل از ورود متفقین زندانیان برای روزها بدون غذا و آب بودند، تا حدی به دلیل بمباران متفقین. بلافاصله قبل و بعد از آزادی، زندانیان با نرخ حدود ۵۰۰ نفر در روز می‌مردند، بیشتر از تیفوس. صحنه‌هایی که نیروهای بریتانیایی با آن مواجه شدند توسط ریچارد دیمبلبی از بی‌بی‌سی که آنها را همراهی می‌کرد، توصیف شد:
«... اینجا در مساحتی بیش از یک جریب، مردگان و در حال مرگ افتاده بودند. نمی‌توانستید تشخیص دهید کدام کدام است... زنده‌ها سرشان را به اجساد تکیه داده بودند و اطرافشان صف وحشتناک و شبح‌وار آدم‌های لاغر و بی‌هدف در حرکت بود، آدم‌هایی که کاری برای انجام دادن نداشتند و امیدی به زندگی نداشتند، نمی‌توانستند از سر راه شما کنار بروند، نمی‌توانستند به صحنه‌های وحشتناک اطرافشان نگاه کنند... نوزادانی در اینجا به دنیا آمده بودند، موجودات کوچک و چروکیده‌ای که نمی‌توانستند زنده بمانند... مادری که دیوانه شده بود، بر سر سرباز بریتانیایی فریاد می‌زد که به فرزندش شیر بدهد، و بچه ریزنقش را در آغوش او انداخت، سپس با گریه‌ای وحشتناک دور شد. او بسته را باز کرد و متوجه شد که نوزاد روزها پیش مرده بوده است. این روز در بلزن وحشتناک‌ترین روز زندگی من بود.»
در ابتدا به دلیل کمبود نیروی انسانی کافی، بریتانیایی‌ها اجازه دادند که مجارها مسئولیت را بر عهده بگیرند و تنها فرمانده کرامر دستگیر شد. متعاقباً، نگهبانان اس‌اس و مجارستانی برخی از زندانیان گرسنه را که سعی در دسترسی به مواد غذایی از انبارها داشتند، تیراندازی و کشتند. بریتانیایی‌ها شروع به ارائه مراقبت‌های پزشکی اضطراری، لباس و غذا کردند. بلافاصله پس از آزادی، قتل‌های انتقامی در اردوگاه فرعی که اس‌اس در منطقه پادگان ارتش ایجاد کرده بود و بعداً به کمپ هوهنه تبدیل شد، رخ داد. حدود ۱۵,۰۰۰ زندانی از اردوگاه کار اجباری میتلباو-دورا در اوایل آوریل به آنجا منتقل شده بودند. این زندانیان از نظر جسمی در وضعیت بسیار بهتری نسبت به بیشتر دیگران بودند. برخی از این مردان به کسانی که در میتل‌باو ناظر آنها بودند، حمله کردند. حدود ۱۷۰ نفر از این «کاپوها» در ۱۵ آوریل ۱۹۴۵ کشته شدند. در ۲۰ آوریل، چهار هواپیمای جنگنده آلمانی به اردوگاه حمله کردند، منبع آب را آسیب رساندند و سه پرستار پزشکی بریتانیایی را کشتند.

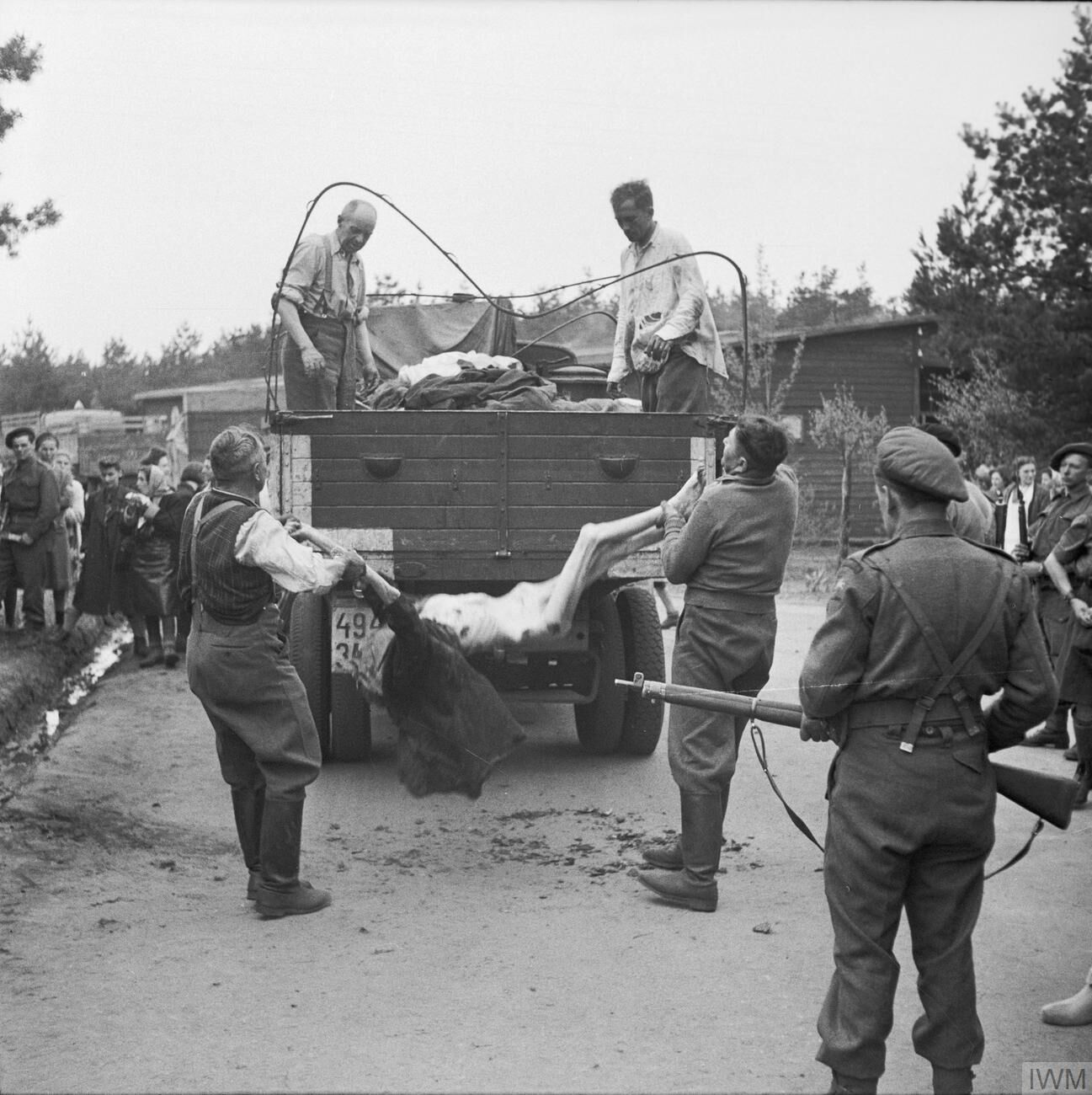
نگهبانان سابق مجبور شدند اجساد زندانیان مرده را برای دفن در کامیونی بار کنند، ۱۷ تا ۱۸ آوریل ۱۹۴۵.

بریتانیایی‌ها پرسنل سابق اردوگاه اس‌اس را مجبور کردند که هزاران جسد را در گورهای دسته‌جمعی دفن کنند. پرسنل با جیره‌های گرسنگی تغذیه می‌شدند، اجازه استفاده از دستکش یا لباس محافظ دیگر را نداشتند و به طور مداوم فریاد زده و تهدید می‌شدند تا مطمئن شوند که کار را متوقف نمی‌کنند. برخی از اجساد به قدری پوسیده بودند که دست‌ها و پاها از تنه جدا می‌شدند.
برخی از کارمندان دولتی از سل به بلزن آورده شدند و با جنایات انجام شده در آستانه خود مواجه شدند. عکاسان و فیلمبرداران نظامی واحد فیلم و عکاسی ارتش شماره ۵ شرایط اردوگاه و اقدامهای ارتش بریتانیا برای بهبود آنها را مستند کردند. بسیاری از عکس‌هایی که گرفتند و فیلم‌هایی که از ۱۵ آوریل تا ۹ ژوئن ۱۹۴۵ ساختند، در خارج از کشور منتشر یا نمایش داده شدند. امروزه، نسخه‌های اصلی در موزه سلطنتی جنگ قرار دارند. این اسناد تأثیر ماندگاری بر درک و حافظه بین‌المللی از اردوگاه‌های کار اجباری نازی‌ها تا به امروز داشته‌اند. به گفته هابو کناخ، رئیس مؤسسه‌ای که امروز یادبود را اداره می‌کند: «برگن-بلزن [...] به یک مترادف جهانی برای جنایات آلمان در زمان حکومت نازی تبدیل شد.»
اردوگاه کار اجباری برگن-بلزن سپس به دلیل اپیدمی تیفوس و آلودگی به شپش توسط حامل‌های شعله‌افکن "Bren gun" و تانک‌های کروکودیل چرچیل به آتش کشیده شد. از آنجا که اردوگاه کار اجباری در این نقطه دیگر وجود نداشت، نام بلزن پس از این زمان به رویدادهای اردوگاه آوارگان برگن-بلزن اشاره دارد.
تلاش‌های گسترده‌ای برای کمک به بازماندگان با غذا و درمان پزشکی انجام شد، به رهبری بریگادیر گلین هیوز، معاون مدیر خدمات پزشکی ارتش دوم، و جیمز جانستون، افسر ارشد پزشکی. با وجود تلاش‌های آنها، حدود ۹,۰۰۰ نفر دیگر در آوریل مردند و تا پایان ژوئن ۱۹۴۵ حدود ۴,۰۰۰ نفر دیگر مردند.

## گواه های شخصی از اردوگاه
- کمدین بریتانیایی مایکل بنتین، که در آزادسازی اردوگاه شرکت داشت، این را در مورد برخوردش با بلزن نوشت:

میلیون‌ها کلمه در مورد این اردوگاه‌های وحشت نوشته شده است، بسیاری از آنها توسط زندانیان آن مکان‌های باورنکردنی. من تلاش کرده‌ام، بدون موفقیت، آن را از دیدگاه خودم توصیف کنم، اما کلمات نمی‌آیند. برای من بلزن نهایت کفر بود. 
- شائول لدانی، که در سن ۸ سالگی در اردوگاه بود و بعدها از کشتار مونیخ در المپیک تابستانی ۱۹۷۲ جان سالم به در برد، به یاد می‌آورد:

من دیدم که پدرم توسط اس‌اس کتک خورد و بیشتر خانواده‌ام را در آنجا از دست دادم... یک معامله باج‌گیری که آمریکایی‌ها تلاش کردند ۲۰۰۰ یهودی را نجات داد و من یکی از آنها بودم. من واقعاً وارد اتاق گاز شدم، اما بخشیده شدم. خدا می‌داند چرا.
- توصیف اردوگاه کار اجباری، سرگرد دیک ویلیامز، یکی از اولین سربازان بریتانیایی که وارد اردوگاه شد و آن را آزاد کرد، گفت: «این مکان شریر و کثیفی بود؛ جهنم روی زمین.»[۲۷]
- سربازان بریتانیایی دنیس نوردن و اریک سایکس، که بعدها کمدین‌های محبوبی شدند، در سال ۱۹۴۵ اندکی پس از آزادسازی به اردوگاه برخوردند. سایکس بعدها نوشت:[۲۸]

«وحشت‌زده، مبهوت، منزجر – پیدا کردن کلماتی برای بیان احساساتمان وقتی به تحقیر برخی از زندانیان که هنوز به وطن بازنگشته بودند نگاه می‌کردیم، دشوار است. آنها در یونیفرم‌های نازک و راه‌راه خود نشسته بودند، ساختارهای استخوانی که می‌توانستند بین ۳۰ تا ۶۰ سال سن داشته باشند، با چشمان مرده و ناامید به جلو خیره شده بودند و قادر به احساس هیچ گونه تسکینی از آزادی خود نبودند.»
- سرهنگ دوم مروین ویلت گونین DSO:[۲۹]

اندکی پس از ورود صلیب سرخ بریتانیا، اگرچه ممکن است هیچ ارتباطی نداشته باشد، مقدار بسیار زیادی رژ لب رسید. این اصلاً چیزی نبود که ما مردان می‌خواستیم، ما برای صدها و هزاران چیز دیگر فریاد می‌زدیم و نمی‌دانم چه کسی درخواست رژ لب کرده بود. خیلی دوست دارم بفهمم چه کسی این کار را کرده است، این اقدام نبوغ، درخشش ناب و خالص بود. باور دارم هیچ چیز بیشتر از رژ لب برای آن زندانیان انجام نداد. زنان بدون ملحفه و لباس شب در رختخواب دراز کشیده بودند اما با لب‌های قرمز ارغوانی، آنها را می‌دیدید که با چیزی جز پتو روی شانه‌هایشان پرسه می‌زدند، اما با لب‌های قرمز ارغوانی. زنی را دیدم که روی میز کالبدشکافی مرده بود و در دستش تکه‌ای رژ لب را گرفته بود. بالاخره کسی کاری کرده بود که آنها دوباره فرد شوند، آنها کسی بودند، دیگر فقط شماره‌ای که روی بازو خالکوبی شده بود نبودند. بالاخره آنها می‌توانستند به ظاهر خود اهمیت دهند. آن رژ لب شروع به بازگرداندن انسانیت آنها کرد.
- بلسن کشف شد توسط دریک سینگتون (۱۹۴۶):[۳۰]

قرن بیستم تاکنون نمونه‌ای ترسناک‌تر از شر جمعی انسانی نسبت به اردوگاه کار اجباری بلزن تولید نکرده است، نقطه سیاهی که به ارتش بریتانیا افتاد تا آن را اشغال کند. این کتاب داستان شخصی اولین افسر بریتانیایی است که در آزادسازی وارد اردوگاه شد و آخرین کسی که پس از اقامت پنج ماهه آنجا را ترک کرد. نویسنده و دو نفر از N.C.O. های او بین خود پنج زبان صحبت می‌کردند، بنابراین آنها فرصت‌های بی‌نظیری برای کشف آنچه زندانیان، مردان، زنان و کودکان تجربه و احساس می‌کردند، داشتند. شری که اردوگاه‌های کار اجباری را تولید کرد به طور کامل افشا شده است، و در اینجا نیز رکوردی از نحوه برخورد با مشکلات روانی و پزشکی، و همچنین مسائلی پیچیده مانند تدارکات، رفاه و توانبخشی یافت می‌شود.
- آزادسازی اردوگاه کار اجباری بلزن - یک حساب شخصی توسط لئونارد برنی (سابق) سرهنگ دوم لئونارد برنی R.A. T.D. (۲۰۱۵)

اما وقتی با ۶۰,۰۰۰ نفر مرده، بیمار و در حال مرگ مواجه می‌شوید چه باید بکنید؟ ما در ارتش بودیم تا جنگی را بجنگیم و دشمن را شکست دهیم. ما در این کار خوب بودیم، چون در ده ماه گذشته در جنگ بودیم، اما هیچ‌کدام از ما تجربه‌ای در برخورد با وضعیت بلزن نداشتیم و همه ما کم و بیش از دیدن مناظر دیده شده دچار تروما شده بودیم. خودم، اگرچه یک «افسر ارشد» بودم، تنها چند روز قبل ۲۵ ساله شده بودم. بیشتر مردانی که برای مقابله با آن فاجعه انسانی فرستاده شدند در اواخر نوجوانی یا اوایل بیست سالگی بودند، حتی جوان‌تر از من. آنچه ناگهان با آن مواجه شدیم فراتر از درک هر کسی بود.

## همچنین ببینید
- روز یادبود هولوکاست و شجاعت
- فهرست اردوگاه‌های کار اجباری نازی‌ها